# Actia ampla
Actia ampla là một loài ruồi trong họ Tachinidae.